# Scopula butyrosa
Scopula butyrosa là một loài bướm đêm trong họ Geometridae.